# جاك كار
جاك كار (بالإنجليزية: Jack Carr)‏ (7 أكتوبر 1878 بإنجلترا في المملكة المتحدة - 17 مارس 1948 بنيوكاسل أبون تاين في المملكة المتحدة) هو مدرب كرة قدم ولاعب كرة قدم بريطاني (وحمل سابقاً جنسية المملكة المتحدة لبريطانيا العظمى وأيرلندا) في مركز الدفاع. شارك مع منتخب إنجلترا لكرة القدم. أما مع النوادي، فقد لعب مع نيوكاسل يونايتد.

## وصلات خارجية
- جاك كار على موقع قاعدة بيانات كرة القدم.إي يو (الإنجليزية)
- جاك كار على موقع ناشيونال فوتبول تيمز (الإنجليزية)
- جاك كار على موقع Soccerbase.com (مدرب) (الإنجليزية)
- جاك كار على موقع أوليمبيديا (الإنجليزية)